# Zandra (cantante)
Zandra, pseudonimo di Sandra Wallin (Järvsö, 1979), è una cantante svedese.

## Carriera
Nata in un villaggio della Svezia centro-settentrionale, Zandra si è trasferita a Örebro nell'adolescenza, dove ha preso lezioni di canto. Negli anni '90 si è unita al coro gospel statunitense Joybells, con cui ha realizzato una tournée negli Stati Uniti. Tornata a Stoccolma, è entrata in un altro coro gospel, Clara. Durante una delle prove del coro è stata notata dai produttori Richard Schultzberg e Peter Bergström, che le hanno offerto di dare una voce alle canzoni da loro scritte, arrangiandole un contratto con l'etichetta discografica Playground Music Scandinavia.
Il singolo di debutto di Zandra, I Am Your Woman, è uscito a settembre 2004 e ha raggiunto la 27ª posizione della classifica svedese. Ha anticipato l'album di debutto eponimo della cantante, pubblicato a marzo 2005. Zandra ha promosso il disco cantando al Globen di Stoccolma durante l'intervallo di un incontro fra Svezia e Finlandia agli Sweden Hockey Games. È stata inoltre ospite al talent show Fame Factory. Il 17 marzo 2005 si è tenuto il suo primo concerto da solista nella capitale svedese.

## Discografia

### Album
- 2005 – Zandra

### Singoli
- 2004 – I Am Your Woman
- 2004 – Can't Stop Loving You
- 2005 – Why
- 2005 – On a Morning like This